# 阿晋
阿晋（英語：AJIN)，本名張晋，是位臺灣YouTuber，於2014年7月25日創立頻道，製作遊戲、開箱、料理及各種不同性質的影片。2023年1月13日，阿晋在其頻道上正式宣布他在台中市西屯區新開炸雞店，名為「Oh!MaMa美式炸雞」。

## 經歷
- 為Minecraft團體「芋圓柚子OEUR」創始成員。
- 曾在影片裡提起過會認識菜喳是因共同玩一樣的網路遊戲遊戲聊起兩人皆為台中人進而約出來見面認識。
- 與黃小潔、子 Huzi、賤葆合組大雅工作室[7]。
- 於2022年6月18日端午加班台時於半夜多次分享美食引發觀眾撻伐，導致被瘋狂斗內，被觀眾戲稱「618之役」。
- 在中秋加班台中亂立Flag指若超越同時在加班台的子 Huzi的時數將表演02搖，此舉也導致多名觀眾斗內瞬間達標。
- 於中秋加班斗內時數過多無法全部消耗完畢，於9月28日時兌現承諾穿著女僕裝跳02搖。
- 2023年，宣布新年期間將再次開啟加班台，將從1月23日開始直播，直至1月29日。但因開新店導致加班台延期。
- 2023年6月11日晚上10點重新開啟約定好的加班台。
- 2024年6月24日，因炸雞店營運人在管理上的疏漏和財務透明度的問題導致巨額債務，[8]嘗試修補無果，負責人阿晋發片宣布結束營業。[9][10]

## 外部連結
- YouTube上的阿晋頻道
- 阿晋的Facebook專頁
- 阿晋的Instagram帳戶